# Theodosia Harris
Theodosia Harris (Virginia City, 2 giugno 1877 – Bexar County, 20 novembre 1938) è stata una scrittrice e sceneggiatrice statunitense del cinema muto.
Il suo nome appare nei credit di quasi trenta film tra il 1913 e il 1916, il primo dei quali è un western diretto da Wallace Reid per l'American Film Manufacturing Company. È l'autrice del romanzo omonimo da cui venne tratto il film - girato con la supervisione di D.W. Griffith - Sotto l'unghia dei tiranni che racconta la battaglia di Alamo e la disperata difesa dei 183 volontari e militari texani contro le preponderanti forze del generale Santa Anna.

## Filmografia
La filmografia - basata su IMDb - è completa.
- Youth and Jealousy, regia di Wallace Reid (1913)
- The Kiss, regia di Wallace Reid (1913)
- Her Innocent Marriage, regia di Wallace Reid (1913)
- Flesh of His Flesh, regia di Harry A. Pollard  - cortometraggio (1913)
- A Spartan Girl of the West, regia di Thomas Ricketts (1913)
- Fate's Round-Up,  regia di Thomas Ricketts - cortometraggio (1913)
- Fooling Uncle, regia di Harry A. Pollard (1914)
- The Lost Treasure, regia di Thomas Ricketts - cortometraggio (1914)
- A Happy Coercion - cortometraggio (1914)
- The Independence of Susan, regia di Thomas Ricketts (1914)
- Youth and Art, regia di Thomas Ricketts (1914)
- The Widow, regia di Thomas Ricketts - cortometraggio (1914)
- This Is th' Life, regia di Henry Otto - cortometraggio (1914)
- Coals of Fire, regia di Thomas Ricketts - cortometraggio (1915)
- The Wily Chaperon, regia di Thomas Ricketts - cortometraggio (1915)[2]
- The Love Pirate (1915)
- The Echo, regia di Thomas Ricketts - cortometraggio (1915)
- Competition, regia di Reaves Eason, Thomas Ricketts - cortometraggio (1915)
- The Day of Reckoning, regia di B. Reeves Eason (1915)
- The House of a Thousand Scandals, regia di Thomas Ricketts - cortometraggio (1915)
- Sotto l'unghia dei tiranni (Martyrs of the Alamo), regia di Christy Cabanne (1915)
- The Arab's Vengeance, regia di Ulysses Davis (1915)
- The Terror of the Fold, regia di William J. Bauman - cortometraggio (1915)
- Marta of the Jungles
- The Soul's Cycle, regia di Ulysses Davis (1916)
- The Heart of Tara, regia di William Bowman (1916)
- The Hidden Law (1916)
- The Leopard's Bride (1916)
- The Trap